# Бамлак Тессема Веєса
Бамлак Тессема Веєса  (англ. Bamlak Tessema Weyesa, 30 грудня 1980, Аддіс-Абеба) — ефіопський футбольний арбітр.

## Біографія
Він став рефері ФІФА у 2009 році. Обслуговував матчі відбору на чемпіонат світу з футболу 2014, починаючи з першого раунду поєдинку між Джибуті і Намібії.
У 2018 році рішенням ФІФА обраний головним арбітром для обслуговування матчів чемпіонату світу в Росії,..